# Euploea augusta
Euploea augusta är en fjärilsart som beskrevs av Moore 1883. Euploea augusta ingår i släktet Euploea och familjen praktfjärilar. Inga underarter finns listade i Catalogue of Life.